# MeWe
MeWe是一家來自美国的社交媒体和社交网络服务，由总部位于加利福尼亚州卡尔弗城的Sgrouples公司拥有。
该网站的界面类似于Facebook，MeWe自稱反對Facebook並注重用戶数据隐私。
MeWe對用戶發佈的内容審查比較寬鬆，故有指在阴谋论者（特别是反疫苗运动支持者）以及美國保守派中受到欢迎。
除了在美國之外，自2020年11月起，MeWe在香港開始獲得關注度。由於此前有Facebook群組以「涉及仇恨言論」為理由被刪除，有用戶出於對Facebook審查的擔憂及對Facebook的不滿，而掀起一陣從Facebook遷移至MeWe的熱潮。

## 特點
- 沒有廣告[8]
- 不會操控用戶浏览瀏覽的內容
- 開設專頁需收費
- 專頁和群組均經過分類
- 群組附設聊天室
- 可使用不同emoji來回應貼文

## 中國大陸封鎖
依據GreatFire測試，其網站在中國大陸被當局的網墻封鎖，即當地網民無法正常訪問該網站，2021年1月或更早起遭受封鎖至今。